# San Francisco (Surigao du Nord)
Pour les articles homonymes, voir San Francisco (homonymie).
San Francisco est une localité de la province de Surigao du Nord, aux Philippines. En 2015, elle compte 14 552 habitants.